# Archeriidae
Az Archeriidae a négylábúak (Tetrapoda) főosztályának egyik fosszilis családja.

## Rendszerezés
A családba az alábbi nemek tartoznak:
- Archeria Case, 1918 - típusnem
- Cricotus Cope, 1875
- Spondylerpeton

## Források

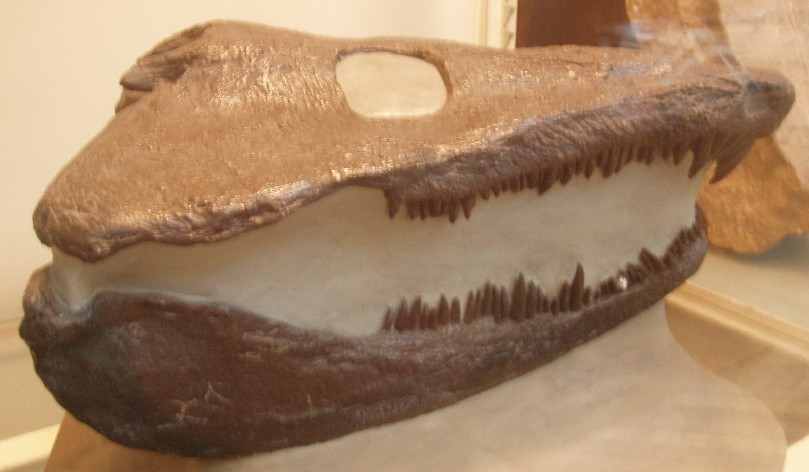
Cricotus koponya